# دير قطيمل (الحديدة)
دير قطيمل هي إحدى قرى مديرية المراوعة، التابعة لمحافظة الحديدة اليمنية، بلغ تعداد سكانها 1617 نسمة حسب الإحصاء الذي أجري عام 2004.